# هضبة نغاونديري

عرض للتصدعات في هضبة نغاونديري CASZ

المعالم الجغرافية الرئيسية بالقرب من خط الكاميرون : نغاونديري من الشرق.

هضبة نغاونديري هي منطقة مرتفعة في منطقة آداماوا في الكاميرون. تحتوي على تشابال نغانها، بركان كبير، والعديد من الهياكل البركانية الحديثة الأخرى.

## الموقع
تقع الهضبة بين الجنوب الغابي والسافانا شمال الكاميرون. تقع نغاونديري، عاصمة منطقة أداماوا على الهضبة. تقع الهضبة على منطقة صدع نغاوندير، والتي تم تنشيطها في العصر الطباشيري. ينتمي صدع نغاوندير إلى منطقة صدع إفريقيا الوسطى. في هذه المنطقة، ينتشر الغلاف الموري حوالي 190 كم إلى حوالي 120 كم في حزام ضيق نسبيا.

## تشكيل - تكوين
تشكلت الهضبة من خلال تدفقات الحمم البازلتية التي ملأت واديين عريضين تآكلت في قبو ما قبل الكمبري، وتلاهما تدفقات أخرى تراكمت على الهضبة. هناك العديد من سدادات التراكيت والفونوليت عبر الهضبة، وخطوط مخاريط السندرات من أحدث الانفجارات. تحتوي الهضبة على بركان تشابال نغانها الكبير بركان طبقي من بازانيت إلى تراكيت التكوين. البركان ذو علو يصل إلى حوالي 1000م. تطور في أربعة أحداث رئيسية: ثوران العديد من التدفقات البازلتية التي تشكل الجزء الأكبر من الجبل. رواسب بريسيا كبيرة الحجم، معظمها تآكل بعمق؛ ثوران التراكيت والفونوليت كتدفقات كثيفة؛ وأخيرا النشاط البازلتي في منطقة القمة. تاريخ الصخور من 9.8 إلى 7 ملايين سنة.

## المناطق البركانية ذات الصلة
على الرغم من أن العديد من علماء الجيولوجيا يعتبرونه جزءا من الخط البركاني الكاميروني، الا أن البراكين السيليكية من هضبة نغاونديري هي الأصغر سنا (11-9000000 سنة) من البراكين السيليكية في المرتفعات الغربية، مع البازلت الأكثر قلوية بكثير مما كانت عليه في الجزء الغربي من الخط. تم الاستشهاد بهذا كدليل على أن الخط لا ينتج عن حركة اللوحة على نقطة ساخنة. إلى الشرق من نغاونديري وواكوا هناك نشاط بركاني من العصر الرباعي يتكون من مخاريط واكوا وتدفقات الحمم البركانية والمار والأقماع الطفيلية. تم تأريخ تدفق الحمم البركانية واحد في هذه المنطقة إلى 0.9 مليون سنة مضت. قد تكون بعض البراكين من فترة الهولوسيني.